# Renishaw Hall
Renishaw Hall é uma casa senhorial situada em Renishaw, na freguesia de Eckington, no condado de Derbyshire, Inglaterra. Trata-se de um edifício classificado de Grau I e tem sido residência da família Sitwell há cerca de quatro séculos. A mansão localiza-se a sudeste de Sheffield e a norte da aldeia de Renishaw, que por sua vez se situa a nordeste de Chesterfield.

## História
A casa foi construída em 1625 por George Sitwell (1601–1667), que foi nomeado Alto Xerife de Derbyshire em 1653. A fortuna da família Sitwell foi construída através da exploração mineira e da indústria do ferro, entre os séculos XVII e XX.
Entre 1793 e 1808, foram efectuadas alterações substanciais à estrutura original, incluindo a adição das alas oeste e leste, encomendadas por Sir Sitwell Sitwell e executadas por Joseph Badger, de Sheffield. Novas intervenções foram realizadas em 1908, da autoria do prestigiado arquitecto Sir Edwin Lutyens.
Renishaw teve apenas dois proprietários entre 1862 — ano em que Sir George Sitwell herdou a propriedade ainda em criança — e 1965, quando Sir Osbert Sitwell (irmão da escritora Edith Sitwell) doou a casa ao seu sobrinho, Sir Reresby Sitwell, 7.º Baronete. Este último era o filho mais velho de Sir Sacheverell Sitwell e manteve a posse da propriedade entre 1965 e 2009, ano em que a legou à sua filha, Alexandra Hayward.

## Arquitectura
A casa foi construída por fases e apresenta uma planta irregular. É edificada em pedra aparelhada (ashlar) e alvenaria em fiadas de arenito proveniente das camadas carboníferas, com parapeitos crenelados e adornados com pináculos. Os telhados são inclinados e revestidos com ardósia.

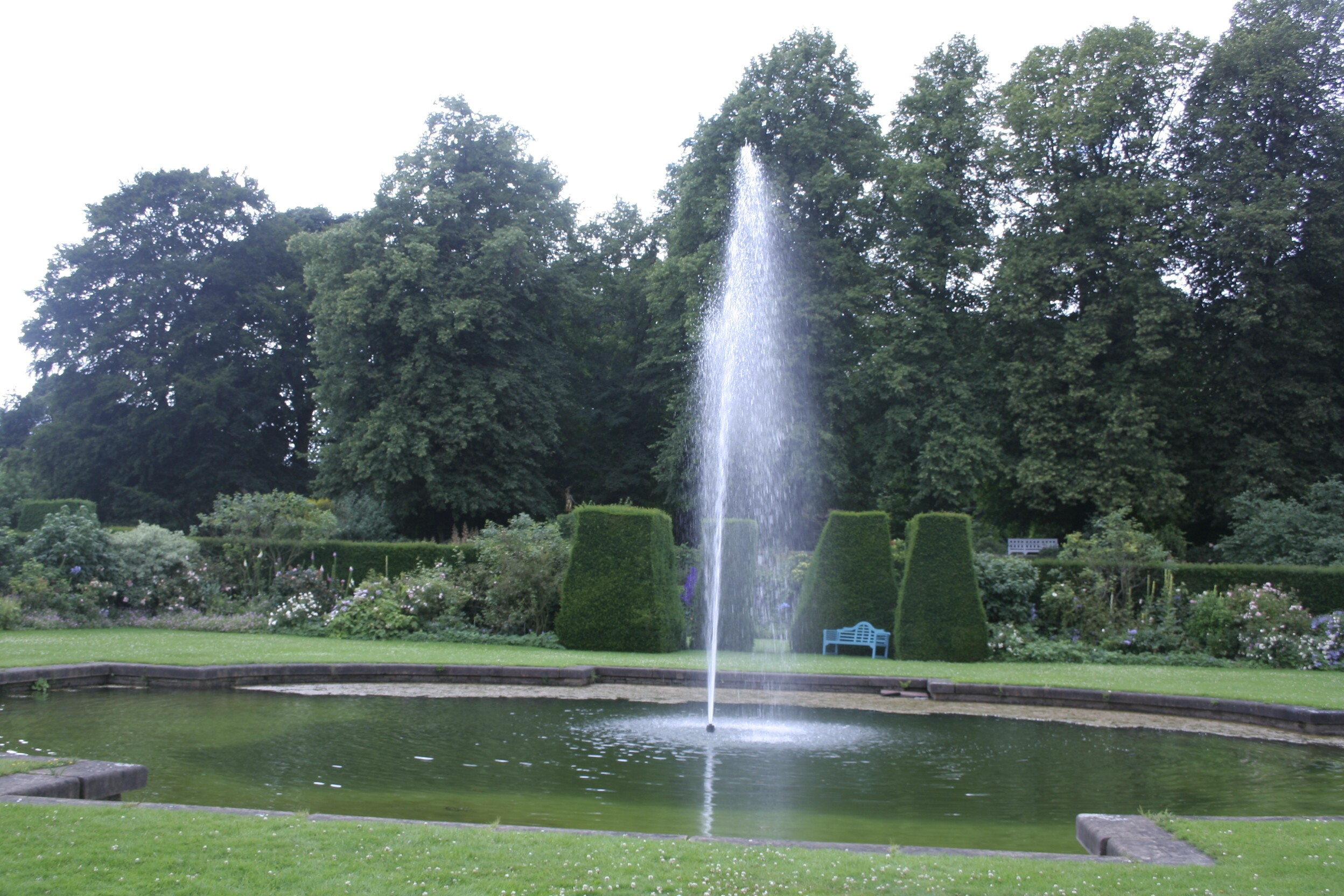
Jardim de Renishaw Hall.

## Jardins
Os jardins, incluindo um jardim italianizante desenhado por Sir George Sitwell (1860–1943), estão abertos ao público. A visita ao interior da mansão encontra-se disponível para grupos, mediante marcação prévia. O parque encontra-se registado no Registo Nacional de Parques e Jardins Históricos de Inglaterra como propriedade de Grau II.